# Catherine Kent
Catherine Kent (15. januar 1981) er en australsk håndboldmålmand. Hun spiller på Australiens håndboldlandshold, og deltog under VM 2011 i Brasilien.